# Rubén Giacobetti
Rubén Anibal Giacobetti (Buenos Aires, 9 luglio 1956) è un ex calciatore argentino, di ruolo centrocampista.

## Carriera
Tra il 1976 ed il 1978 ha giocato nella prima divisione argentina con l'Argentinos Juniors, club con il quale ha realizzato una rete in 25 partite di campionato giocate; durante la sua militanza nel club argentino è protagonista involontario dell'esordio da professionista di Diego Armando Maradona, che il 20 ottobre 1976 subentra dalla panchina proprio a Giacobetti.
Lasciata l'Argentina, nel 1980 ha giocato per una stagione da professionista con i Rochester Lancers della NASL, disputando però solamente 2 partite.